# كازوهيسا إيري
كازوهيسا إيري (باليابانية: 入井 和久) (18 أكتوبر 1970 في إيباراكي في اليابان – )؛ هو لاعب كرة قدم ياباني سابق كان يلعب كمدافع.

## وصلات خارجية
- كازوهيسا إيري على موقع رابطة كرة القدم اليابانية للمحترفين (اليابانية)
- كازوهيسا إيري على موقع قاعدة بيانات كرة القدم.إي يو (الإنجليزية)
- كازوهيسا إيري على موقع عالم كرة القدم.نت (الإنجليزية)